# Барретт, Уильям (физик)
Уильям Барретт (англ. Sir William Fletcher Barrett; 10 февраля 1844, Кингстон — 26 мая 1925, Лондон) — британский физик, специалист по оптике и электротехнике, известный также как исследователь паранормальных явлений, связанных с практикой спиритуализма. Уильям Барретт был одним из организаторов в 1882 году лондонского Общества психических исследований. В 1912 году за заслуги перед британской наукой Барретт был награждён Орденом Британской империи.

## Биография
Уильям Флетчер Барретт родился на Ямайке, где служил миссионером его отец, Уильям Гарланд Барретт, натуралист-любитель и член Лондонского миссионерского общества. В 1848 году семья вернулась на родину, в Ройстон, Хартфордшир. Уильям Флетчер Барретт обучался в манчестерской Old Trafford Grammar School и затем в International College под непосредственным руководством известного физика Джона Тиндалла; у него же он проработал ассистентом с 1862 по 1867 годы.
В 1873 году Барретт стал профессором дублинского Королевского научного колледжа и преподавал здесь тридцать лет, уйдя в отставку в 1910 году. В течение этого времени он стал также почётным членом Королевского общества, Философского общества, Королевского литературного общества, Королевской ирландской академии. Исследования и эксперименты Барретта, связанные с созданием новых металлических сплавов (в частности, сплава кремния и железа, известного как сталлой), имели большое практическое значение в производстве первых телефонов и трансформаторов. Барретт был пионером в области энтопической оптики, его исследования привели к открытию энтоптитоскопа и новой модели оптометра. За заслуги перед наукой он в 1912 году был награждён Орденом британской империи (OBE).

### Исследование паранормальных явлений
Интерес к паранормальным явлениям, наблюдавшихся на спиритических сеансах, развился у Барретта после того, как он узнал об исследовательской работе Уильяма Крукса. Барретт писал:
В 1874 году произошло мое первое знакомство с физическим аспектом спиритуализма. Это позволило мне поставить под сомнение мою прежнюю, надуманную теорию галлюцинаций. Постепенно она улетучилась, и я пришел к убеждению, что феномен существует в объективной реальности.Оригинальный текст (англ.)In 1874, I made my first acquaintance with the physical phenomena of Spiritualism, and was able to put to the test my preconceived theory of hallucination, which was gradually dispelled, and I became convinced of the objective reality of the phenomena.У. Барретт
В двадцатидевятилетнем возрасте Уильям Барретт приступил к экспериментам с гипнозом, который тогда называли «месмеризмом», исследуя в основном возможности ясновидения и телепатии. Удостоверившись в реальности некоторых видов спиритического феномена, он решил приступить к его научному изучению.
В своей книге «На пороге невидимого» (1917) Барретт писал, что его первоначальные теории начали рассыпаться в прах в 1876 году, после того, как он познакомился с английским юристом по фамилии Кларк, который провел лето неподалёку от его дома в Дублине. Десятилетняя дочь Кларка, Флорри, на глазах присутствующих демонстрировала паранормальные явления, включая необъяснимые стуки и левитацию. Руководил ей при этом «дух», называвший себя «Уолтером». Все результаты своих наблюдений — сначала за испытуемыми в трансе, затем за Флорри, — Барретт изложил в отчёте, который представил Британской Ассоциации развития науки (англ. British Association for the Advancement of Science). Ассоциация отвергла не только отчет Барретта, но и предложение изложить его перед группой ученых в устной форме. С протестом выступили Альфред Р. Уоллес, Уильям Крукс и лорд Райли, после чего Барретту позволили выступить с отчётом, но запретили публиковать его. Барретт продолжил наблюдение за медиумами, в числе которых были Эстер Траверс Смит, Глэдис Осборн Леонард и Джеральдина Камминс.

Много лет спустя он написал: 
Лично я убежден, что свидетельства, нами <тогда> обнародованные, служат решающим доказательством: 1) существования духовного мира, 2) посмертного существования человека, и 3) того, что время от времени действительно можно вступить в общение с теми, кто отошёл от нас в мир иной. Однако вряд ли возможно убедить в этом других — тех кто не имел опыта, подобного тому, что имел я, и не получил адекватного представления о силе и общей убедительности тех свидетельств, которые и сформировали мою веру. Оригинальный текст (англ.)I am personally convinced that the evidence we have published decidedly demonstrates (1) the existence of a spiritual world, (2) survival after death, and (3) of occasional communication from those who have passed overвЂ¦ It is however hardly possible to convey to others who have not had a similar experience an adequate idea of the strength and cumulative force of the evidence that has compelled [my] belief.У. Барретт
В 1882 году Барретт стал одним из основателей Общества психических исследований, но поскольку проживал в Дублине, не имел возможности активно участвовать в его работе, предоставив здесь лидерство своим сподвижникам, учёным из Кембриджа Генри Сиджвику, Фредерику У. Майерсу и Эдмунду Гёрнею. Известно, что именно Барретт уговорил профессора Гарвардского университета Уильяма Джеймса организовать в 1884 году американский филиал ОПИ. С 1884-99 сэр Уильям Барретт был главным редактором SPR Journal и в 1904 году занимал пост президента ОПИ.
Барретт, помимо всего прочего, остался в истории как исследователь предсмертных видений: книга об этом, «Deathbed Visions» (рус. Видения на смертном одре, 1926), сохраняет популярность по сей день.

### Посмертные сообщения Барретта
Через несколько недель после кончины сэра Уильяма Барретта, вдова леди Флоренс Барретт, известная в своих кругах врач-хирург и декан женской Лондонской медицинской школы (англ. London School of Medicine for Women), начала получать сообщения от покойного мужа посредством медиума миссис Леонард, которые продолжали поступать в течение последующих 11 лет. Вдова проводила сеансы и с другими медиумами. Итогом этой работы стала книга леди Барретт «Личность неподвластна смерти» (англ. Personality Survives Death), опубликованная в 1937 году лондонским издательством Longmans, Green and Co.
Леди Барретт рассказала, в частности, как однажды спросила сэра Уильяма, что может она предложить людям в качестве убедительного доказательства самого факта их общения. Тот ответил, что «это зависит от того, что за ум у человека» и заметил: прорыв обоев в его старой комнате «смогут убедить одних и не смогут — других». Леди Барретт поясняет в своей книге, что за месяц до кончины сэр Уильям обратил её внимание на то, что в одном из углов его комнаты порвались обои. Сэр Уильям заметил также, что «некоторые развитые умы» уже переросли тот уровень, когда подобные доказательства требуются, упомянув другого известного английского физика, тогда ещё здравствовавшего сэра Оливера Лоджа. «Лодж ближе к глобальному, всеобъемлющему аспекту бытия, чем большинство других», — заявил он.

Если верить книге леди Барретт, сэр Уильям объяснил жене, что цель его общения с ней состоит не только в том, чтобы добавить новое свидетельство о реальности посмертного существования человека к уже существующим, но также в том, чтобы помочь человечеству выработать действенную философию, которая указывала бы верное направление тем из живущих, кто все ещё пытаются найти смысл жизни: 
Отсюда, где я нахожусь, мне представляется, что большинство живущих сделать этого даже и не пытаются, а просто бродят без всякой цели, слепо, просто потому что не имеют определенной жизненной философии, которая служила бы им отправной точкой.Из посмертных посланий У. Барретта
Он заметил также, что знание о реальном существовании посмертной жизни «открывает врата вдохновения и обостряет интуицию». С этим — «рождается и новый энтузиазм, более обострённое осознание красоты жизни и даже способность видеть красивое в том, что на первый взгляд кажется уродливым». По утверждению леди Барретт, в ходе одного из сеансов 1929 года сэр Уильям заявил следующее: «Жизнь на моей стороне кажется такой удивительно легкой по сравнению с земной, просто потому что мы здесь живём, сообразуясь с законами любви».

### Список произведений
- Загадочные явления человеческой психики. — М.: Моск. книгоизд-во, 1914. — VIII, 229 с.